# Solomon Okoronkwo
Solomon Ndubisi Okoronkwo (Enugu, 2 maart 1987) is een Nigeriaans voormalig voetballer die doorgaans speelde als aanvaller. Tussen 2004 en 2024 was hij actief voor Gabros International, Hertha BSC, Rot-Weiss Essen, Saturn Moskou, Aalesunds FK, Pécsi Mecsek, Erzgebirge Aue, SV Sandhausen, 1. FC Saarbrücken, TSG Neustrelitz, Dynamo Berlin, Schwarz-Weiß Rehden, HSC Hannover, Hertha 06, Brandenburger SC, opnieuw Hertha 06, Berlin Türkspor voor BFC Meteor.

## Clubcarrière
Okoronkwo speelde in Nigeria voor Gabros International, maar in 2004 werd hij ontdekt door zaakwaarnemer Marcelo Houseman, die hem onderbracht bij Hertha BSC. Daar speelde hij, op een huurperiode bij Rot-Weiss Essen na, drie seizoenen en daarna trok hij naar Saturn Moskou in Rusland. Hij verbleef hier drie jaar, maar de aanvaller kwam hier weinig aan spelen toe en Aalesunds FK was de nieuwe werkgever van de Nigeriaan.
Via Pécsi Mecsek kwam Okoronkwo in de zomer van 2013 opnieuw in Duitsland terecht, dit keer bij Erzgebirge Aue. In januari 2015 verkaste de aanvaller naar SV Sandhausen. Die club verliet hij een halfjaar later voor 1. FC Saarbrücken. Tussen de zomer van 2016 en januari 2017 zat hij zonder club, waarna hij tekende voor TSG Neustrelitz. Medio 2017 maakte hij de overstap naar Dynamo Berlin. Een jaar later werd Schwarz-Weiß Rehden zijn nieuwe club.
Na zijn vertrek bij deze club medio 2019 zat hij een halfjaar zonder club, voor HSC Hannover hem een contract voorschotelde. Hertha 06 nam hem in de daarop volgende zomer over. In juli 2021 verkaste Okoronkwo naar Brandenburger SC. Een maand later keerde hij toch terug naar Hertha 06. Okoronkwo ging in januari 2023 voor Berlin Türkspor spelen en in november voor BFC Meteor. In juli 2024 besloot de Nigeriaan op zevenendertigjarige leeftijd een punt te zetten achter zijn actieve loopbaan.

## Erelijst
| NM Cupen | 1 | 2011 |